# Johann Schuster (Politiker, 1912)
Johann Schuster (* 18. Oktober 1912 in Kirchheim in Schwaben; † 9. Januar 1975 in Augsburg) war ein deutscher Politiker (WAV, DP).

## Leben
Schuster ging bis 1935 einer Tätigkeit als Kaufmann nach. Er trat 1935 in die Wehrmacht ein und nahm von 1939 bis 1945 als Soldat am Zweiten Weltkrieg teil. Nach dem Kriegsende arbeitete er als Kaufmann in Derndorf.
Schuster trat 1946 in die Wirtschaftliche Aufbau-Vereinigung (WAV) ein und war Geschäftsführer der WAV-Landesleitung in Bayern. Dem Deutschen Bundestag gehörte er in dessen erster Legislaturperiode (1949–1953) an. Er war über die Landesliste Bayern ins Parlament eingezogen. Ursprünglich für die WAV gewählt, wechselte er am 6. Dezember 1951 mit dem Großteil seiner Fraktion aus Protest gegen die Wiederwahl des Parteivorsitzenden Alfred Loritz zur Deutschen Partei (DP) über.
Schuster war im Haushaltsausschuss und bis März 1952 als beratendes Mitglied im Wahlprüfungsausschuss tätig. Ab März 1952 war er im Ausschuss für Arbeit und ab Dezember 1952 im „Ausschuss gemäß Artikel 15 GG“ (Überführung von Privateigentum in Gemeineigentum) tätig.